# FM CINEMA
木下工務店 presents FM CINEMA（きのしたこうむてんプレゼンツ エフエム・シネマ）は、土曜24:00～24:55にTOKYO FM（制作局）・FM OSAKA・FM AICHI・FM FUKUOKA・Date fm・K-MIXの6局ネットで放送されていた映画ラジオ番組。パーソナリティは映画コメンテーター・DJとして活動する八雲ふみね。スポンサーは木下工務店（放送局は木下工務店が事業展開するエリアに限られる）。

## パーソナリティ
- 八雲ふみね（映画コメンテーター・DJ）

## 概要
- 新作映画の出演俳優や映画監督をゲストに迎え、パーソナリティの八雲ふみねと対談するトークが番組のメインコンテンツ。番組公式サイトに「記者会見やオフィシャルインタビューでは決して知ることができないスターの素顔。あなただけにお届けします。」と記されているように、パーソナリティである八雲ふみねのインタビューは、平易で馴染みやすく切り返しがシャープで、突っ込んだ興味深い内容になっている。新作映画紹介コーナーは、作品の規模や洋邦を問わず主だったラインナップを毎週カバーしており、映画関連グッズのリスナープレゼントが実施される週もある。番組番外編とも言えるポッドキャスティング「FM CINEMA SPIN OFF」や、インタビュー収録風景等の写真を多数掲載される番組公式ブログ「八雲ふみねブログ」など、番組Webコンテンツも充実している。

## 放送時間
- 毎週土曜日24:00～24:55